# Marrobbio
Il marrobbio o  marrùbbio è una repentina, imprevedibile e sensibile variazione del livello del mare.
Questo fenomeno può assumere notevoli proporzioni (sono stati registrati movimenti di 150 centimetri) soprattutto in primavera e in autunno, mentre è raro in estate.
In Italia è riscontrabile lungo le coste della Sicilia occidentale nella zona di Trapani, nella Sicilia meridionale (Pozzallo e isola di Lampedusa) e anche a Malta.
Nel fiume Màzaro a volte l'acqua del mare entra nel fiume nella parte centrale del letto ed esce contemporaneamente dai lati del letto del fiume, provocando seri danni alle imbarcazioni ormeggiate.
Analoghi fenomeni noti come sesse (in inglese seiche), si verificano nell'Adriatico settentrionale e concorrono al fenomeno dell'acqua alta.